# St. Jakobus, St. Laurentius und Hl. Kreuz (Biberbach)

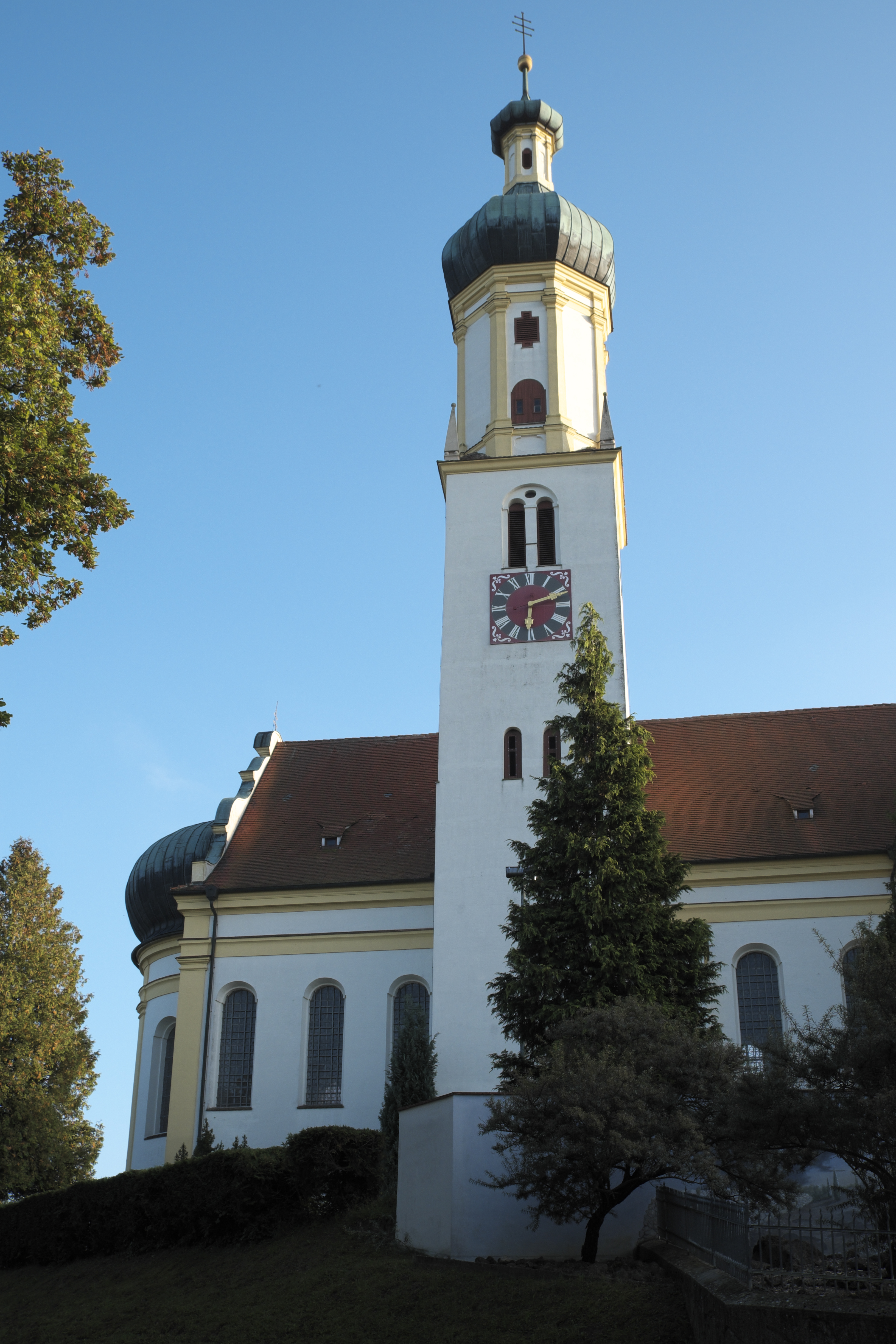
Pfarr- und Wallfahrtskirche St. Jakobus, St. Laurentius und Heiliges Kreuz

Die römisch-katholische Pfarr- und Wallfahrtskirche St. Jakobus, St. Laurentius und Heiliges Kreuz in Biberbach, einer Marktgemeinde im Landkreis Augsburg im bayerischen Regierungsbezirk Schwaben, wurde Ende des 17. Jahrhunderts im Stil des Barock errichtet. Seit dem 16. Jahrhundert wird in der Kirche das Herrgöttle von Biberbach verehrt, ein romanisches Holzkruzifix aus der Zeit um 1220, zu dem sich im 17. und 18. Jahrhundert eine vielbesuchte Wallfahrt entwickelte. Die Kirche gehört zu den geschützten Baudenkmälern in Bayern.

## Geschichte

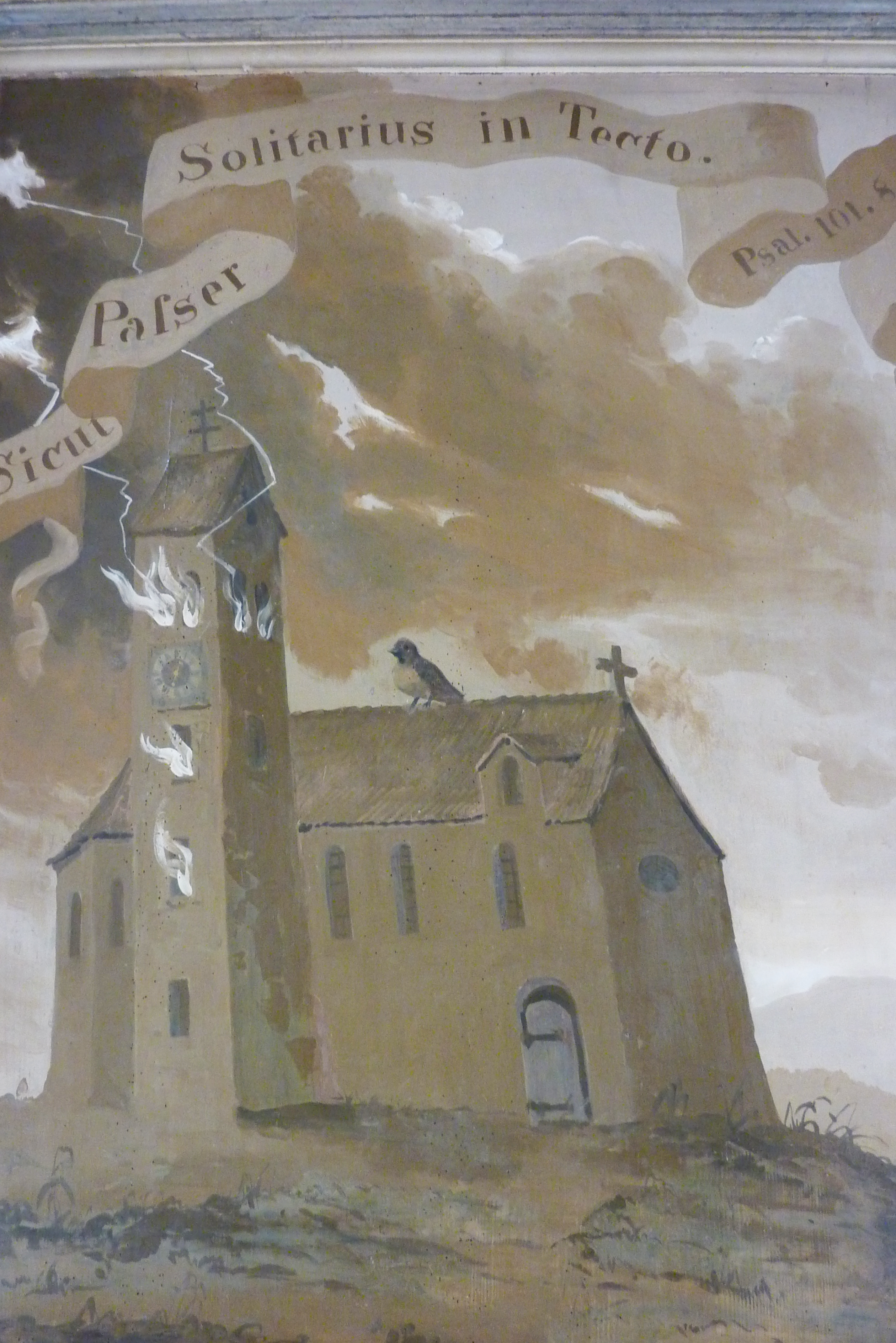
Emblematische Darstellung, Brand des gotischen Vorgängerbaus

Die Pfarrei Biberbach muss bereits vor der Mitte des 12. Jahrhunderts bestanden haben, da der Augsburger Domherr Matthäus von Pappenheim in seiner Chronik eine Schenkung des Lehens der Pfarrei an das Domkapitel Augsburg im Jahr 1141 verzeichnet. Für das Jahr 1188 ist eine Kirchweihe, vermutlich der Pfarrkirche, die allerdings weiter unten im Ort stand, schriftlich bezeugt.
Vorgänger der heutigen, auf einer Anhöhe gelegenen Wallfahrtskirche war ein 1484 geweihter gotischer Bau, der auf den Grundmauern der zu Ehren des  heiligen Nikolaus von Myra geweihten Burgkapelle errichtet worden war. Die ehemalige Burgkapelle wurde zur Pfarrkirche umgewandelt und es wurde das Patrozinium der alten Pfarrkirche, des Apostels Jakobus und des heiligen Laurentius, auf sie übertragen. Noch im heutigen Kirchenbau ist ein großer Teil des Bruchsteinmauerwerks der alten Burgkapelle erhalten.
Im Zuge der Umbauten im Jahr 1616 wurde der Altarraum erweitert und der Turm erhöht. Das romanische Holzkruzifix, das zunächst als Triumphkreuz in einer größeren Kirche des benachbarten Württemberger Raumes hing und nach einer Überlieferung 1525 nach Biberbach gelangte, soll während des Dreißigjährigen Krieges von schwedischen Truppen gewaltsam aus der Kirche entfernt worden sein. Der damalige Pfarrer Ulrich Zusemschneider versteckte sich mit seiner Pfarrgemeinde auf dem Dachboden der Kirche, wurde jedoch verraten und, an einen Baum gebunden, getötet. Unweit der Stelle seines Todes steht heute ein Mahnmal.
1654 wurde der Turm von einem Blitzeinschlag getroffen. Bei dem Unglück kamen zwei Menschen, die zum Wetterläuten dorthin geeilt waren, ums Leben. 1655 wurde das Kruzifix vom Ortspfarrer Sebastian Widmann wiederentdeckt und von dessen Nachfolger Anton Matthes an der südlichen Kirchenmauer angebracht. Ende des 17. Jahrhunderts entwickelte sich eine rege Wallfahrt zum sogenannten Hergöttle von Biberbach. Die offizielle Anerkennung holte sich der Ortspfarrer Anton Ginther während einer Romreise 1685 bei Papst Innozenz XI. persönlich. Da die wachsende Zahl der Wallfahrer in der Kirche keinen Platz mehr fand, entschloss man sich zu einem Neubau, mit dem der Baumeister Valerian Brenner beauftragt wurde. Für den Bau brachte Ginther eine Summe von über 20.000 Gulden auf.
1684 wurde der Grundstein gelegt und das Langhaus errichtet. 1693 wurde der Chor gebaut und der Turm mit Oktogon und Zwiebelhaube versehen. Im Jahr 1694 waren die Arbeiten abgeschlossen und 1697 fand die Weihe durch den Augsburger Weihbischof Johannes Eustache Egolf von Westernach statt. Das ursprüngliche Deckengemälde malte der Augsburger Maler Johann Georg Knappich zwischen 1693 und 1695. Aus dieser ersten Ausstattungsphase ist noch die Empore mit ihren emblematischen Brüstungs- und Deckenmalereien erhalten, die 1693 von Johann Caspar Menrad geschaffen wurden. Auf diese Zeit gehen auch die Skulpturen des Apostels Jakobus und des Christus in der Rast von Bartholomäus Eberl (Öberl) zurück.
Nach der Unterbrechung durch den Spanischen Erbfolgekrieg erhielt das Langhaus unter Dominikus Zimmermann ab 1712 eine neue Ausstattung. Weitere Veränderungen des Innenraums erfolgten unter Johann Georg Hitzelberger, der ab 1753 die Baumaßnahmen leitete. Es entstanden die heutigen Deckengemälde von Balthasar Riepp und der Stuckdekor von Franz Xaver Feuchtmayer. Auf Initiative des Reichsgrafen Christoph Moritz Fugger von Kirchberg und Weißenhorn nahm Wolfgang Amadeus Mozart am 6. November 1766 in der Kirche an einem Orgelwettbewerb teil. In den Jahren 1853/54, 1868/70, 1908 (vermutlich geplant) und 1957/58 fanden weitere Restaurierungsarbeiten statt.

## Architektur

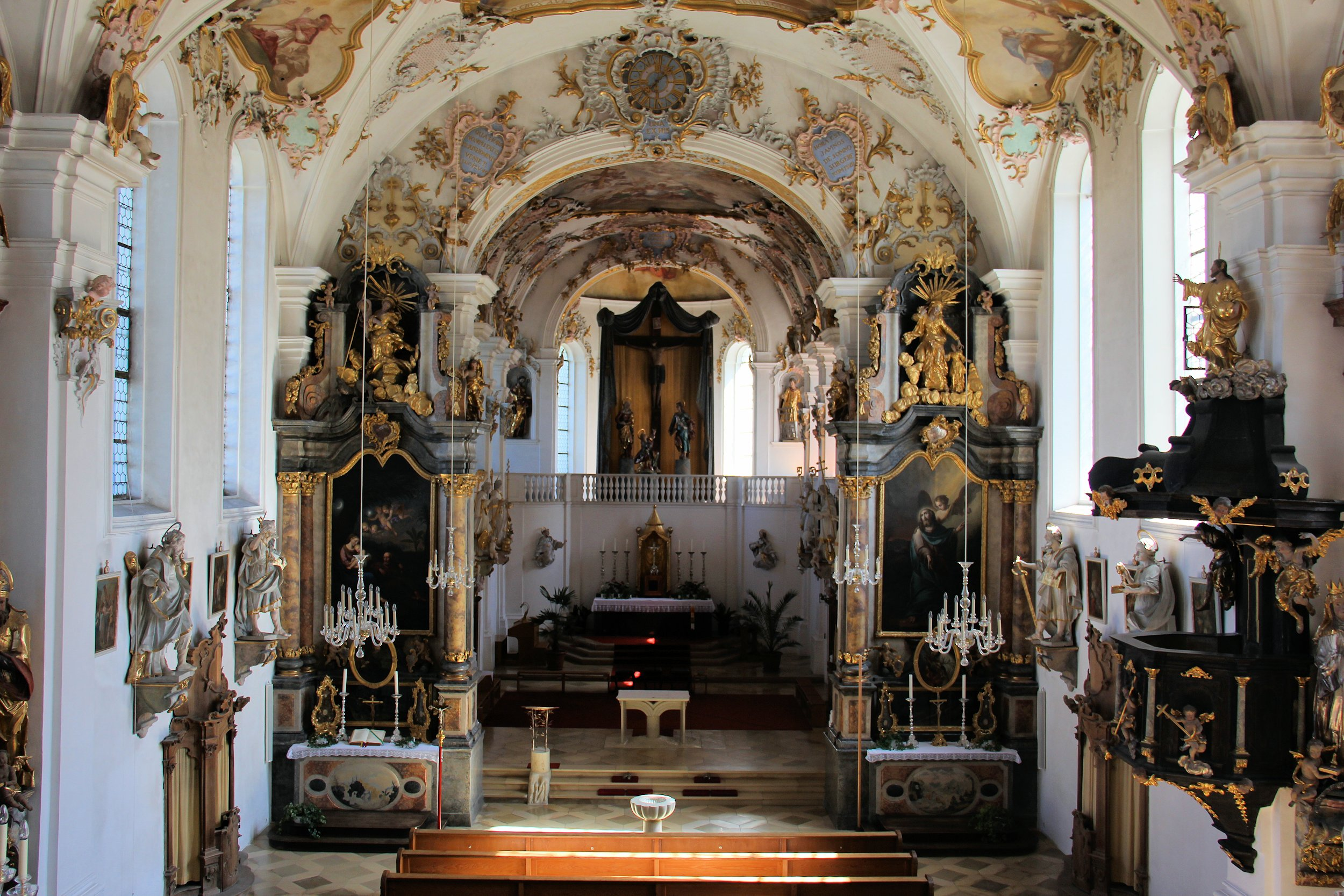
Chor

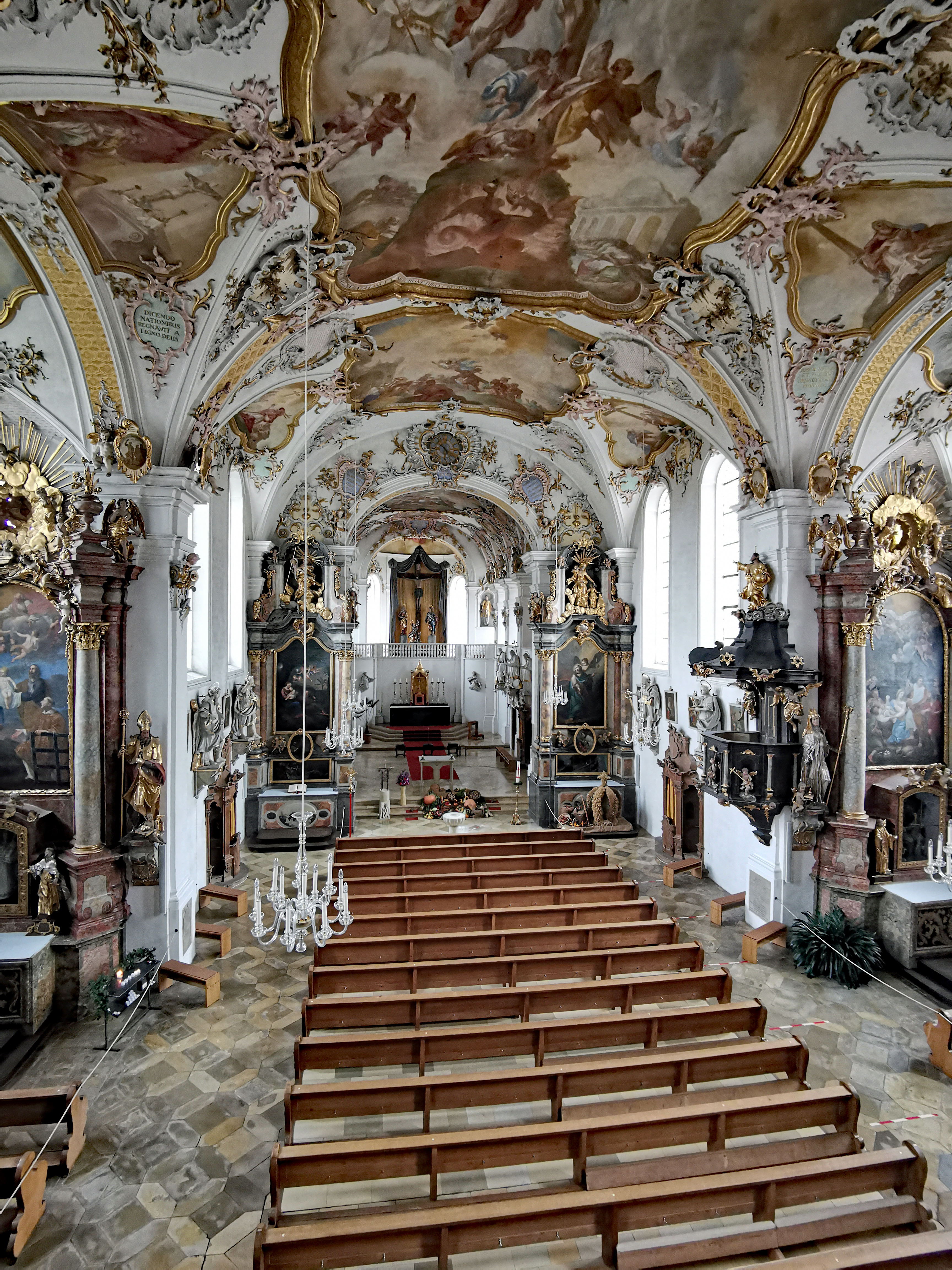
Innenraum

### Außenbau
An der Nordseite des Langhauses erhebt sich der Glockenturm, dessen quadratischer Unterbau noch auf das gotische Kirchengebäude von 1484 zurückgeht. Das 1616 aufgebaute obere Geschoss ist mit Eckobelisken bekrönt, das zweistöckige Oktogon wird von einer Zwiebelhaube mit Laterne bekrönt. Ost- und Westfassade sind, wie auch die Querhäuser, mit Blendgiebeln verziert und werden von Pilastern gegliedert. Die Chorapsis wird von einer zwiebelförmigen Halbkuppel gedeckt.

### Innenraum
Das einschiffige Langhaus ist in drei Joche gegliedert. Der eingezogene Chor ist dreischiffig. Seine fünf Joche werden, wie das Langhaus, von Stichkappentonnen überwölbt. Eine Doppelempore bildet den westlichen Abschluss des Langhauses.

## Stuck
Der Stuckdekor wurde 1753 von Franz Xaver Feuchtmayer geschaffen. Zwei Stuckkartuschen weisen eine Inschrift mit einem Zitat aus dem Matthäusevangelium (Mt 21,42 ) auf, in der lateinischen Version („A DOMINO factum est istud et est mirabile in oculis nostris, Matth: 21 V.42“) und in der deutschen Übersetzung („Von dem Herrn ist es gemacht und es ist Wunderbahrlich in unsern augen, Matth: c.21V42“). Die Gebälkstücke der Wandpfeiler sind mit stehenden und sitzenden Putten verziert, die Kartuschen mit emblematischen Darstellungen in monochromer Malerei in Händen halten.

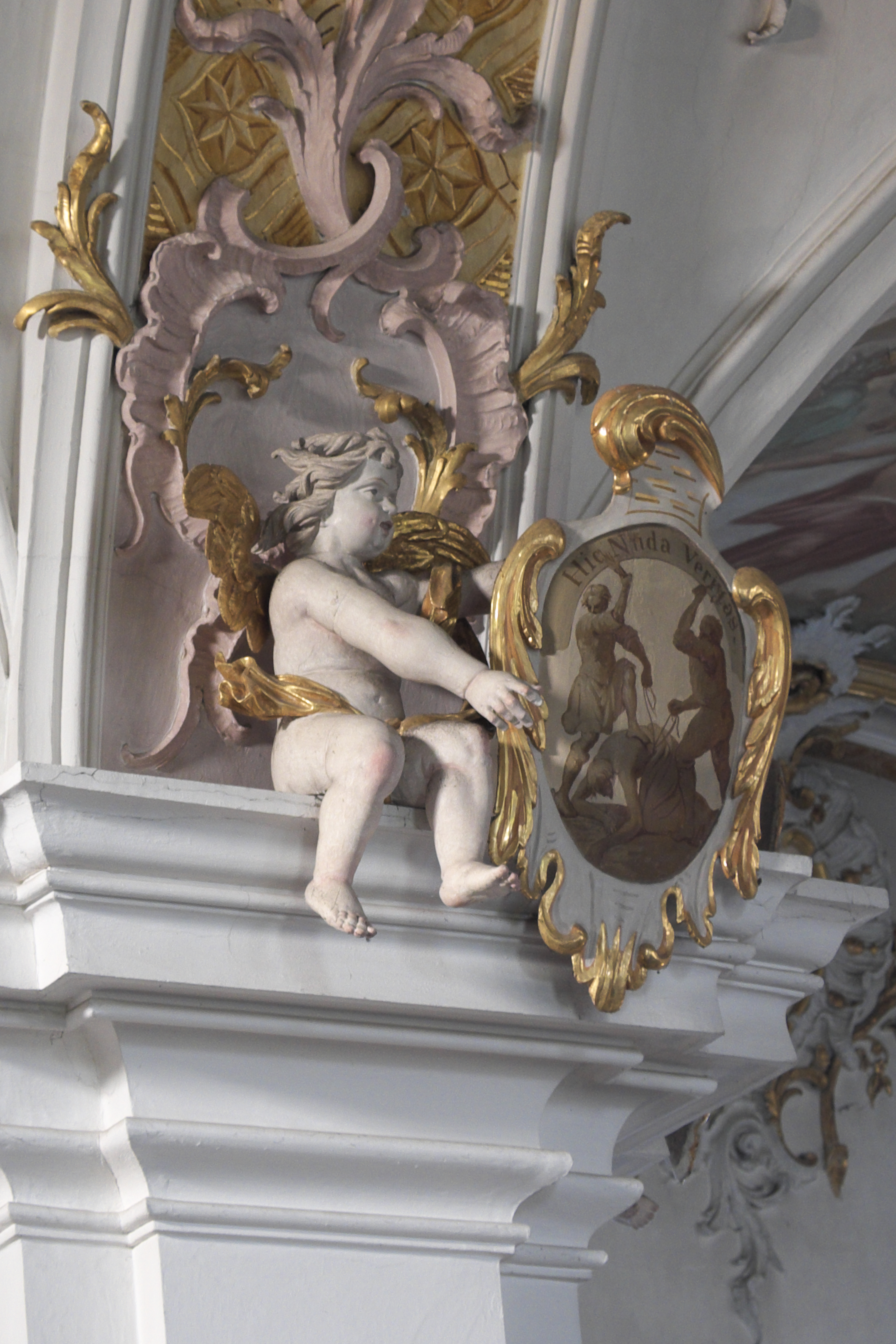
Putto und Kartusche mit emblematischer Darstellung
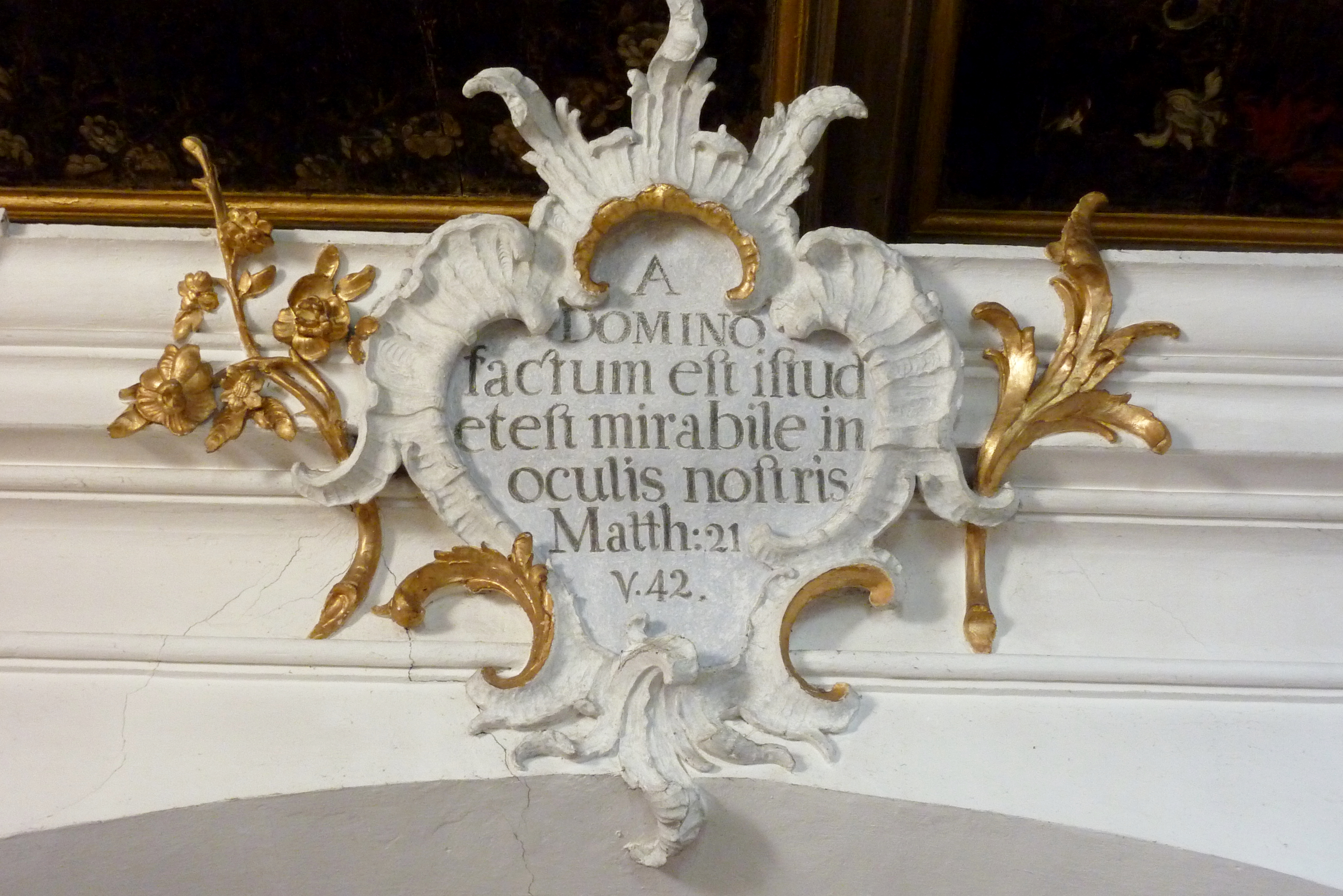
Kartusche mit lateinischem Bibelzitat
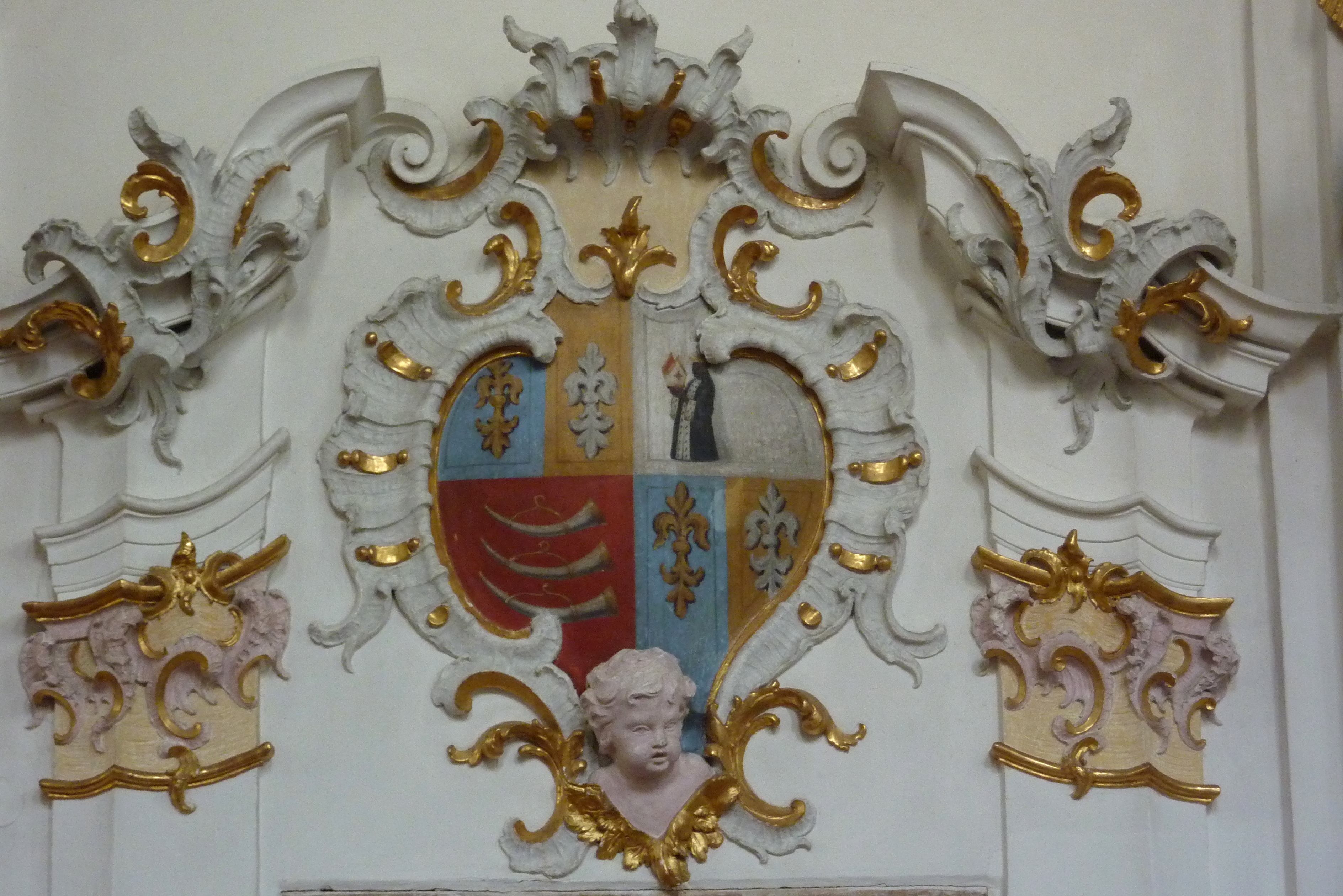
Stuckkartusche mit dem Wappen der Familie Fugger von Kirchberg und Weißenhorn

## Fresken

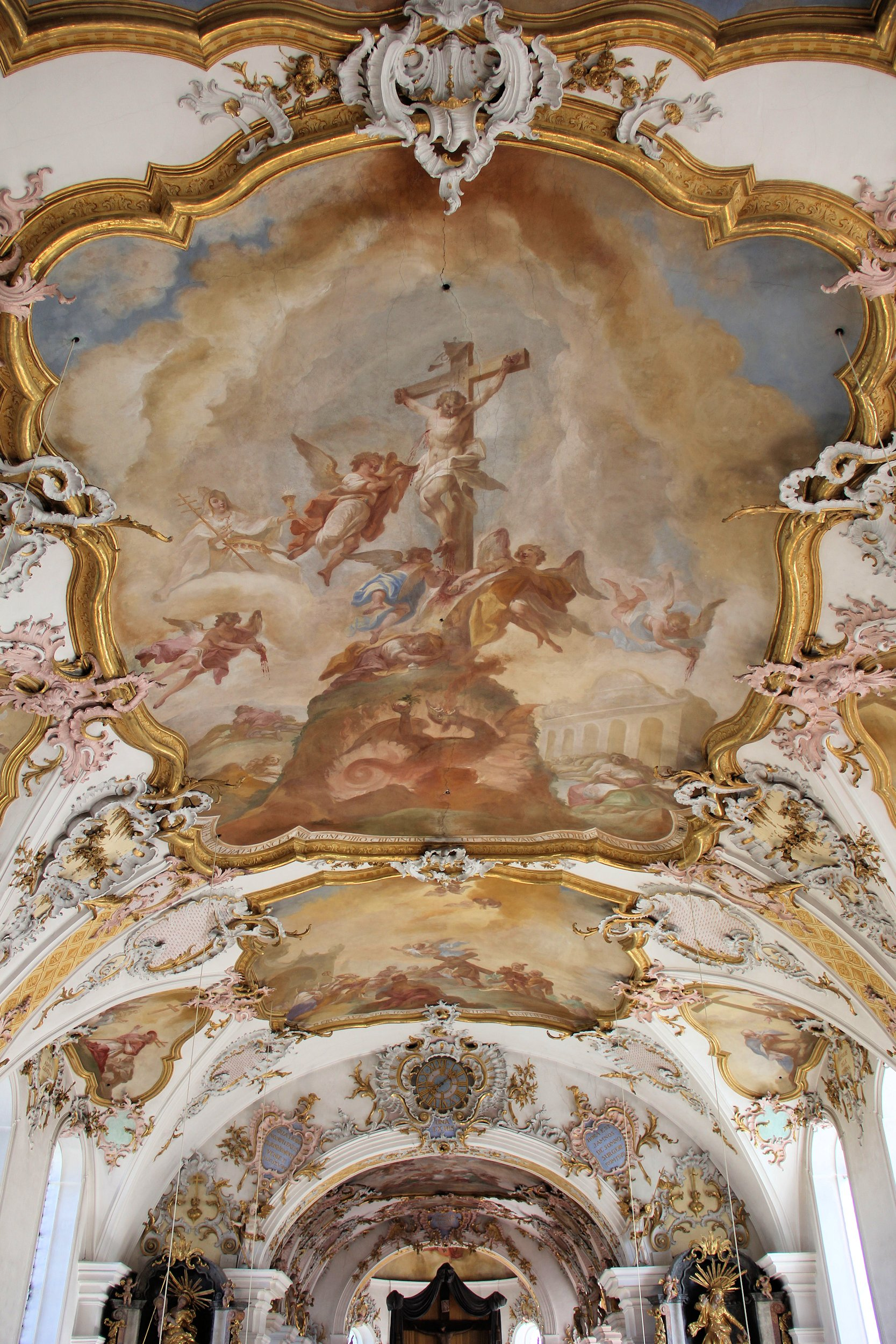
Langhausfresko

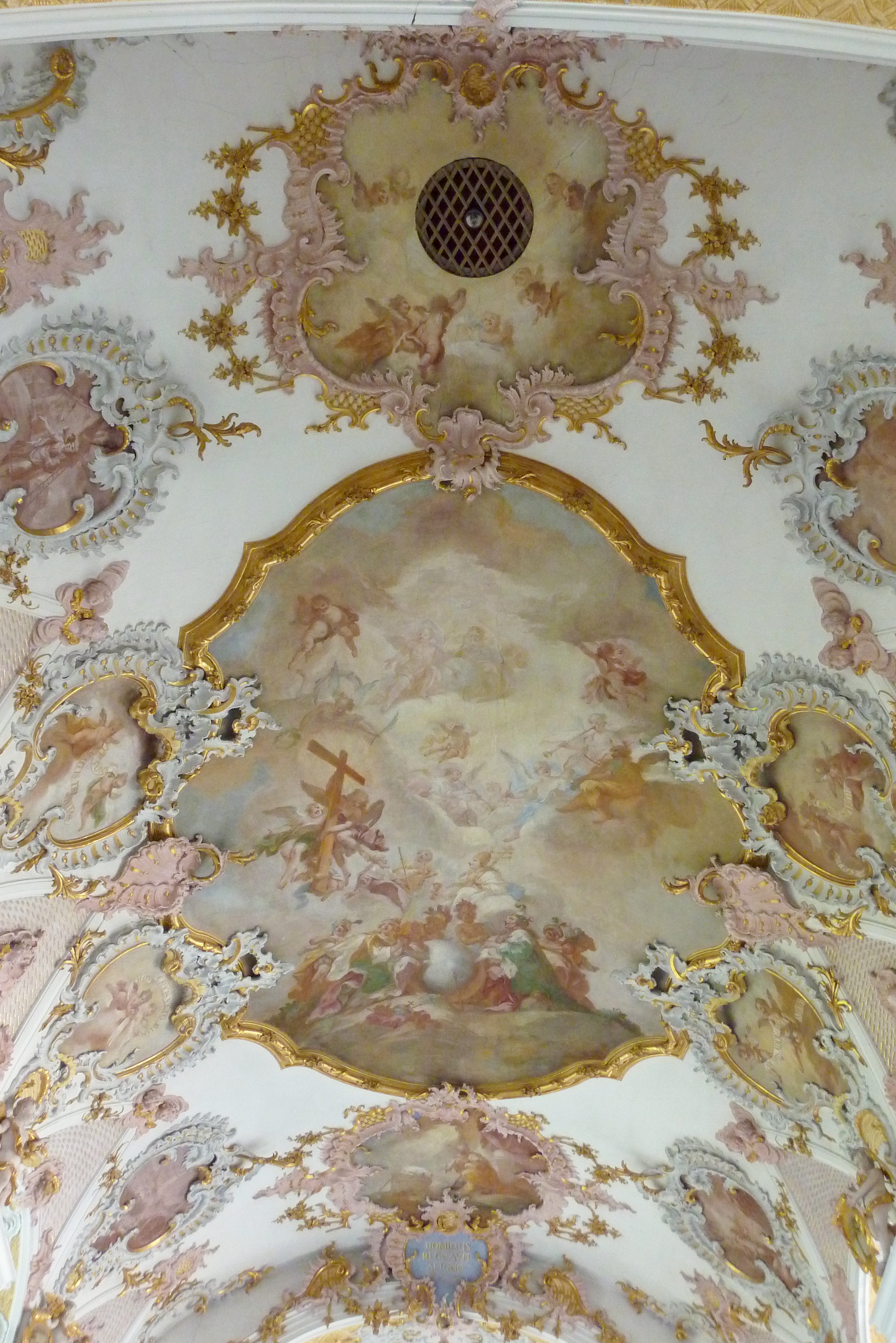
Chorfresko

Die Fresken im Chor und im Langhaus wurden 1753 von Balthasar Riepp ausgeführt. Sie nehmen Bezug auf die Biberbacher Wallfahrt und haben die Verehrung des Kreuzes zum Thema.
Das zentrale Langhausfresko führt die Erlösung der Welt durch den Kreuzestod Christi vor Augen. Das Kreuz steht auf einem Erdhügel, in dem ein Drache den Apfel der Erbsünde präsentiert. Am Fuß des Kreuzes kauert die bekehrte Sünderin Maria Magdalena. Unter dem Kreuz schweben Engel, die in Schalen das Blut Christi auffangen und über der leidenden Menschheit ausgießen. Eine junge weibliche Figur mit Kelch, Hostie und Papstkreuz symbolisiert die Kirche.
Die beiden kleineren Deckenbilder stellen die Auffindung des Kreuzes durch die heilige Helena und die Rückführung des Kreuzes nach Jerusalem durch den byzantinischen Kaiser Herakleios dar.
Auf dem Chorfresko wird die Verehrung des Kreuzes durch Engel, Heilige und Menschen aller Erdteile dargestellt. Im Zentrum des Bildes präsentieren schwebende Engel das Kreuz. Daneben sind die beiden Kirchenpatrone, der Apostel Jakobus und der heilige Laurentius, vertreten. Eine weibliche Figur mit Tiara, Papstkreuz und Kelch symbolisiert die Kirche. Auf der oberen Bildhälfte thront die Dreifaltigkeit, auf der unteren Bildhälfte umgeben die Allegorien der vier Erdteile die Weltkugel.

## Emblematische Darstellungen an der Empore
Die 48 Tafelbilder an der Westempore wurden 1693 von Joseph Caspar Menrad geschaffen. Die Bilder der unteren Emporenbrüstung schildern die Geschichte der Biberbacher Wallfahrt, in den Bildern der oberen Brüstung werden diesen Episoden aus dem Alten Testament gegenübergestellt. An den Emporendecken sind 30 Tafeln angebracht, die zum großen Teil von Schriftbändern eingefasst sind. An der unteren Decke sind die Darstellungen mit Blütenkränzen versehen, die auf die Biberbacher Rosenkranzbruderschaft verweisen. Die Embleme der oberen Decke beziehen sich auf Christus. Teilweise sind es Herz-Jesu-Darstellungen, teilweise Darstellungen des Kreuzes oder des Biberbacher Gnadenbildes, die sich sowohl an die Wallfahrer als auch an die in Biberbach seit 1685 nachgewiesene Heilig-Kreuz-Bruderschaft richteten.
Ursprünglich waren alle Darstellungen farbig. Wegen des schlechten Erhaltungszustands wurden im 19. Jahrhundert die Embleme der oberen Emporendecke monochrom in braun übermalt.

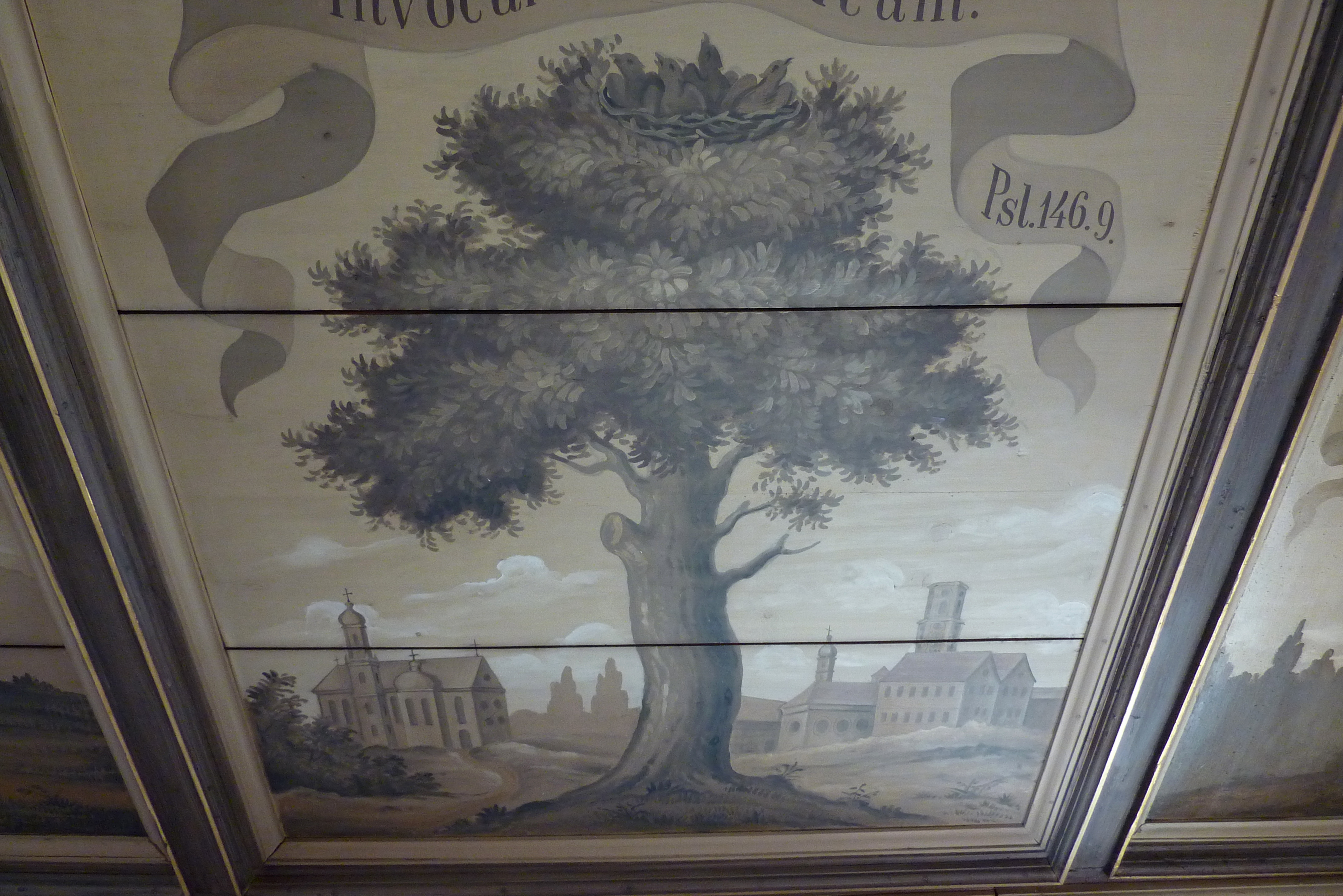
Wallfahrtskirche und Burg Markt
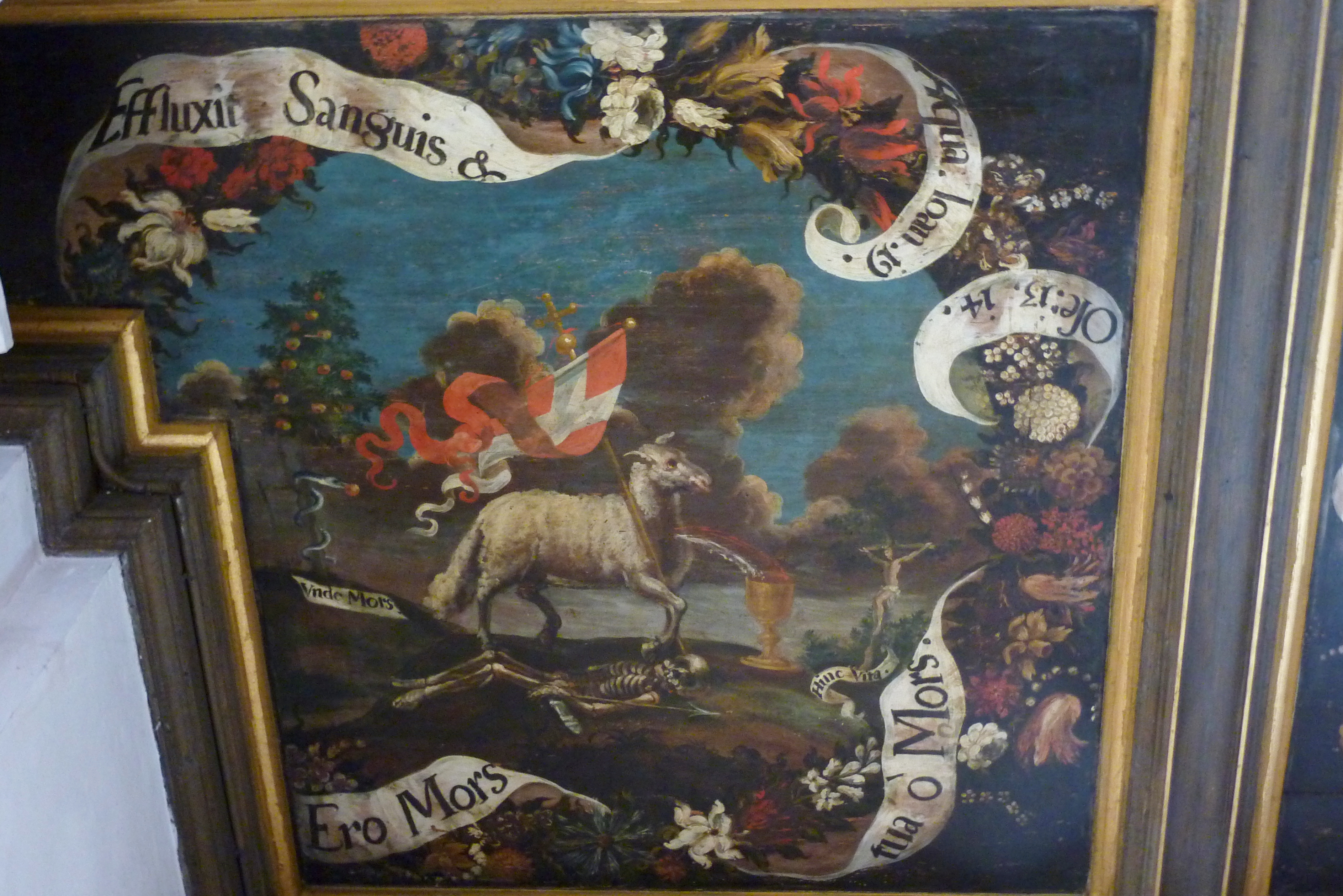
Lamm Gottes
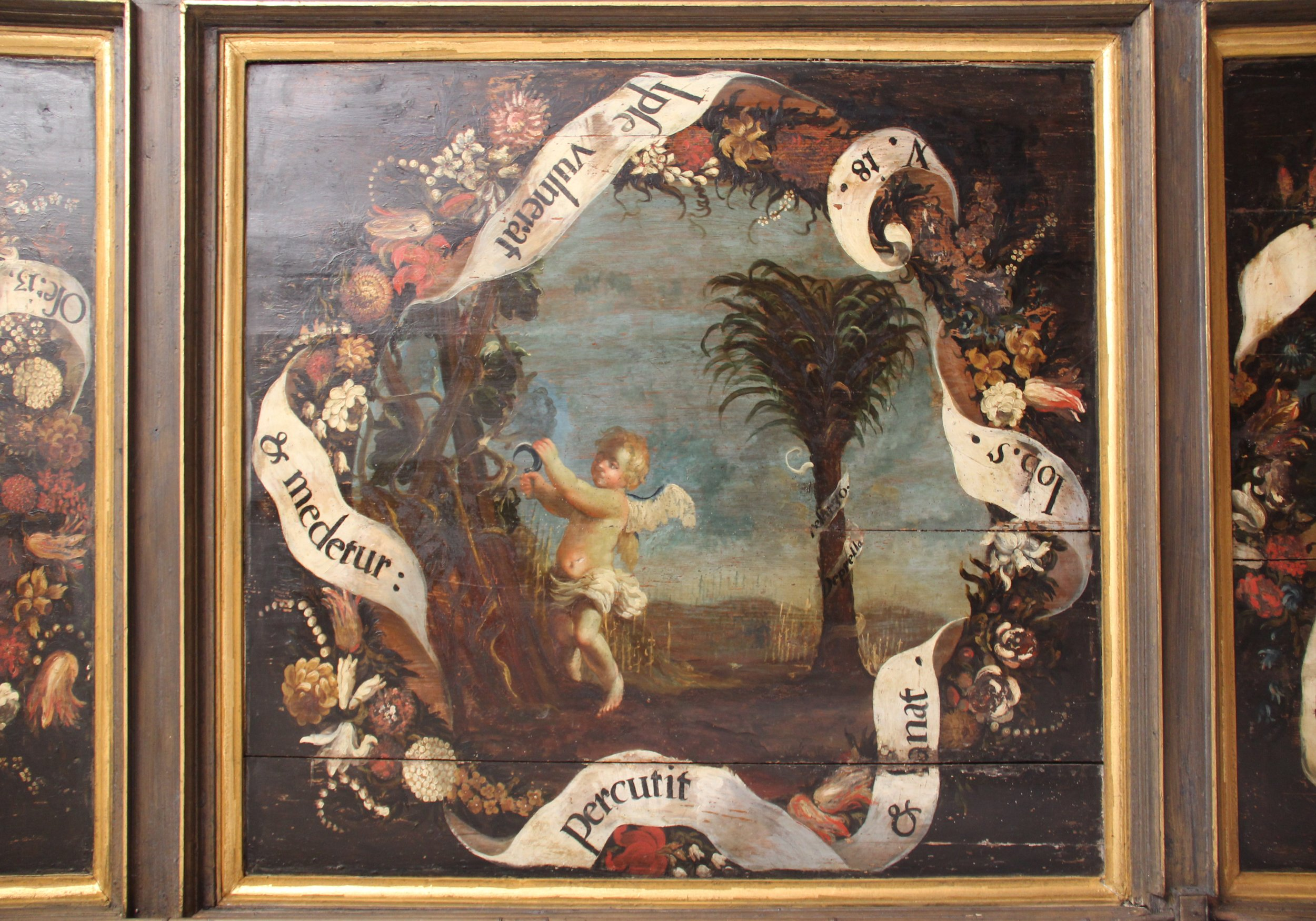
Engel und Weinstock

## Ausstattung

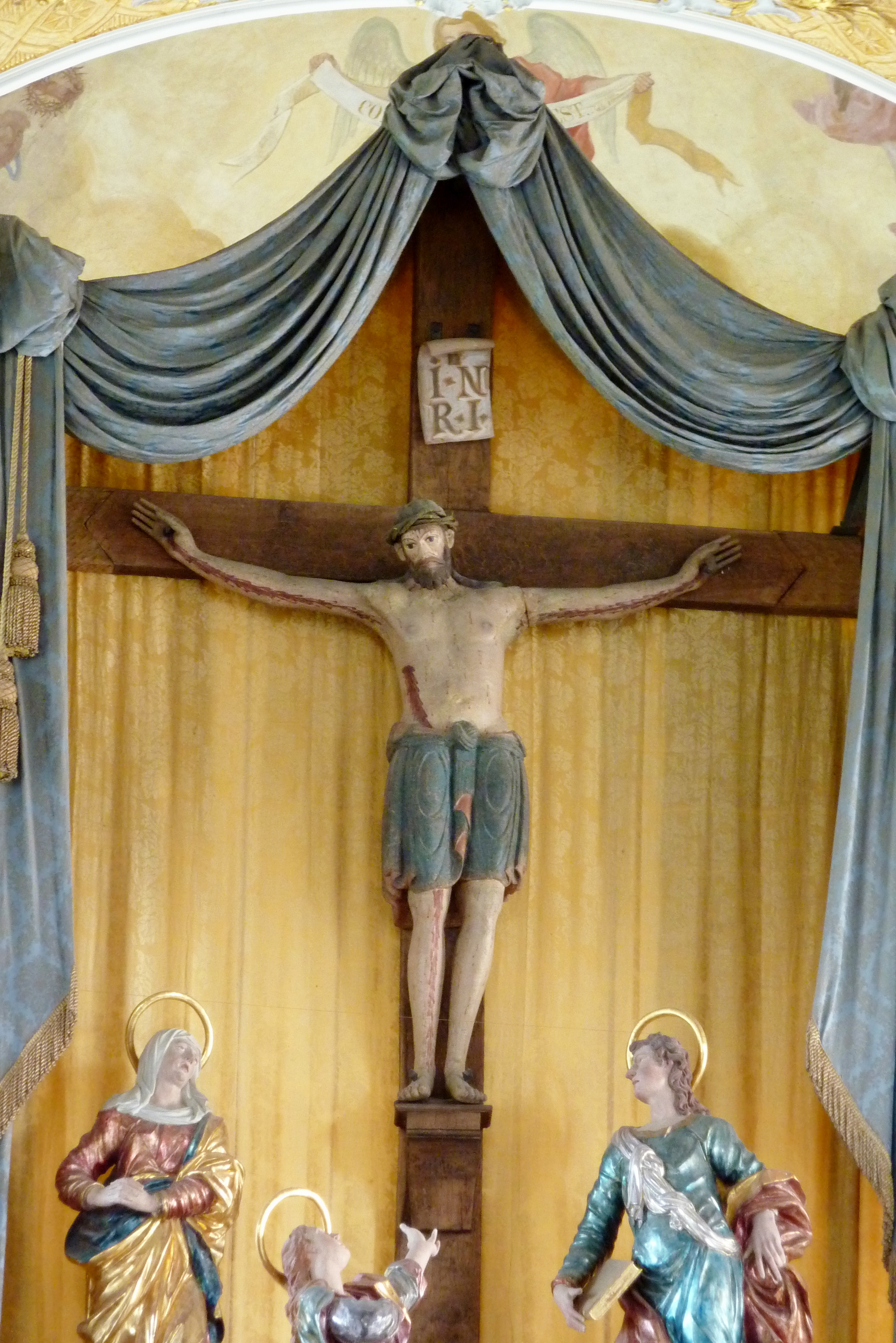
Herrgöttle von Biberbach

- Bedeutendstes Ausstattungsstück ist das romanische Holzkruzifix im Viernageltypus (Herrgöttle von Biberbach), das um 1220 datiert wird. Die Assistenzfiguren stammen aus der Zeit um 1720. Das Kreuz steht auf einer Empore an der Stelle des nicht mehr erhaltenen Hochaltars.
- Die noch erhaltenen Seiten- und Querhausaltäre in Stuckmarmor entwarf Dominikus Zimmermann um 1712/16. Die Altarblätter der Seitenaltäre wurden im 19. Jahrhundert durch die heutigen ersetzt, die Altarbilder im Langhaus werden dem Maler Johann Georg Knappich zugeschrieben.
- Die Holzskulptur des Apostels Jakobus an der Empore wird um 1690/95 datiert und Bartholomäus Eberl (Öberl) zugeschrieben.
- Die schwarz und golden gefasste Kanzel wurde Ende des 17. Jahrhunderts geschaffen, die Figuren stammen aus der ersten Hälfte des 18. Jahrhunderts.
- Die zahlreichen Votivtafeln in den Seitenkapellen gehen auf die Jahre 1686 bis 1881, der Blütezeit der Wallfahrt, zurück.
- Zwei Gemälde erinnern an den Pfarrer Ulrich Zusemschneider, der 1632 während des Dreißigjährigen Krieges den Tod fand, eines an der westlichen unteren Emporenbrüstung und ein großes Wandgemälde mit Inschrift an der rechten Wand gegenüber dem hinteren Seitenaltar.[6]

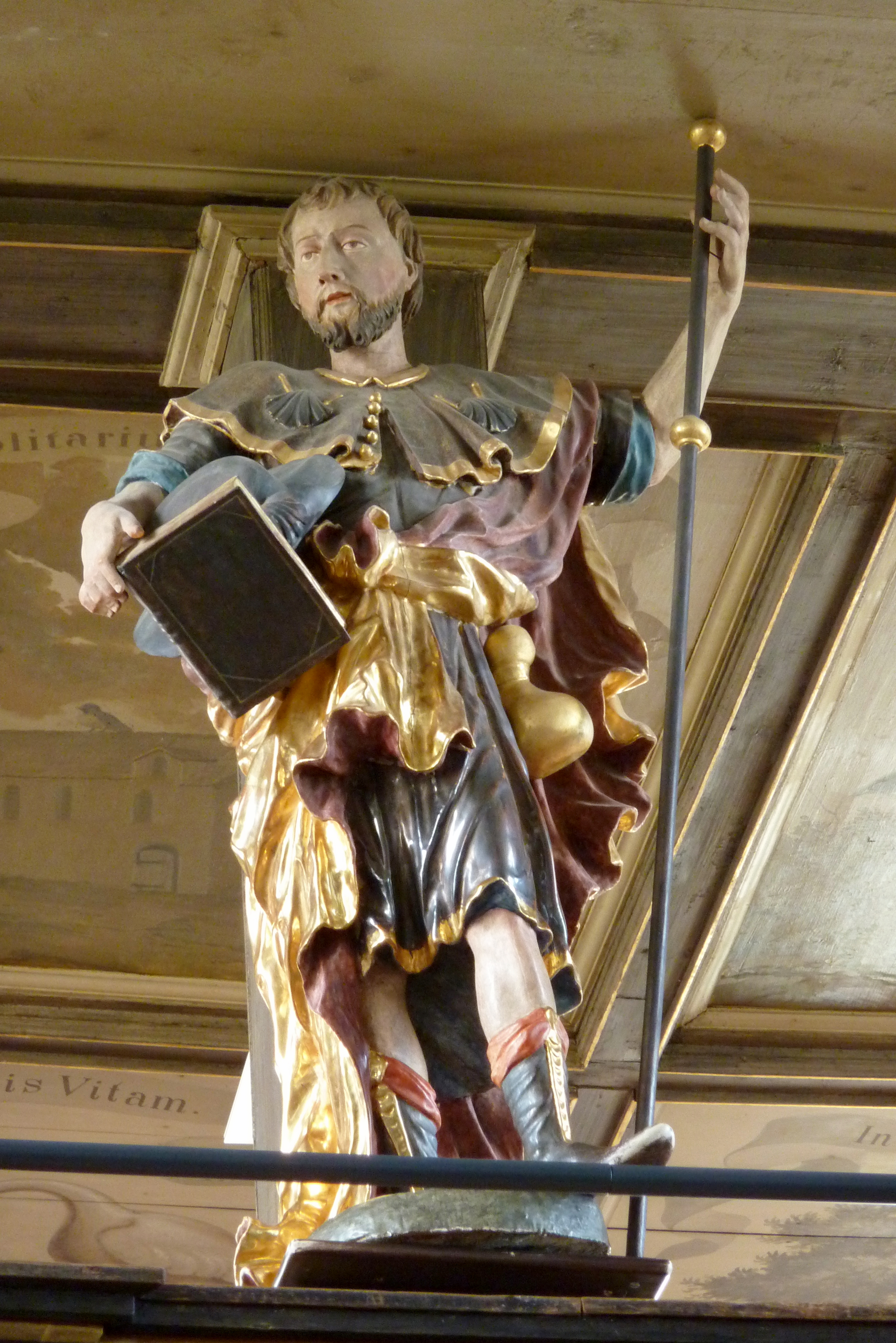
Apostel Jakobus der Ältere
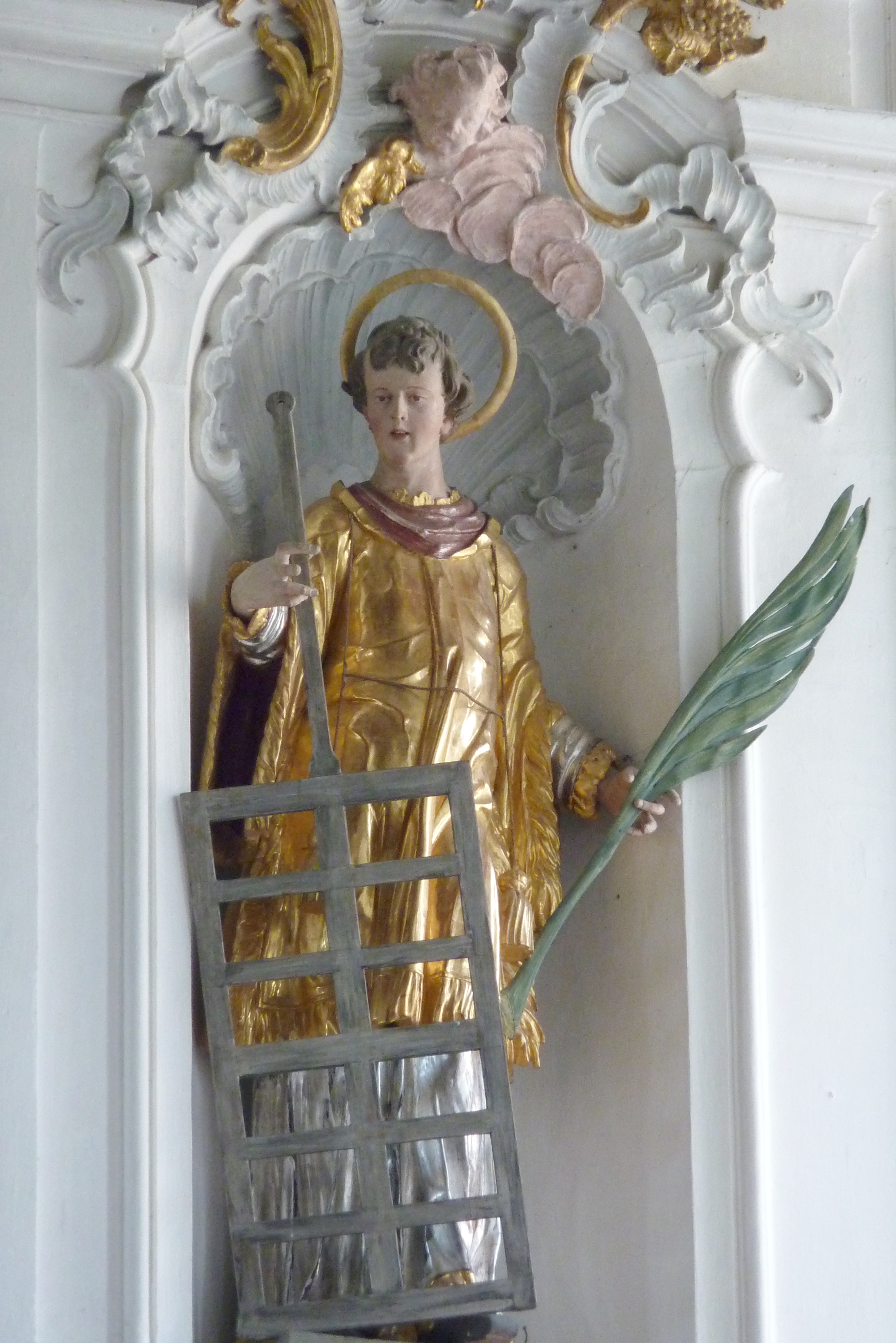
Heiliger Laurentius
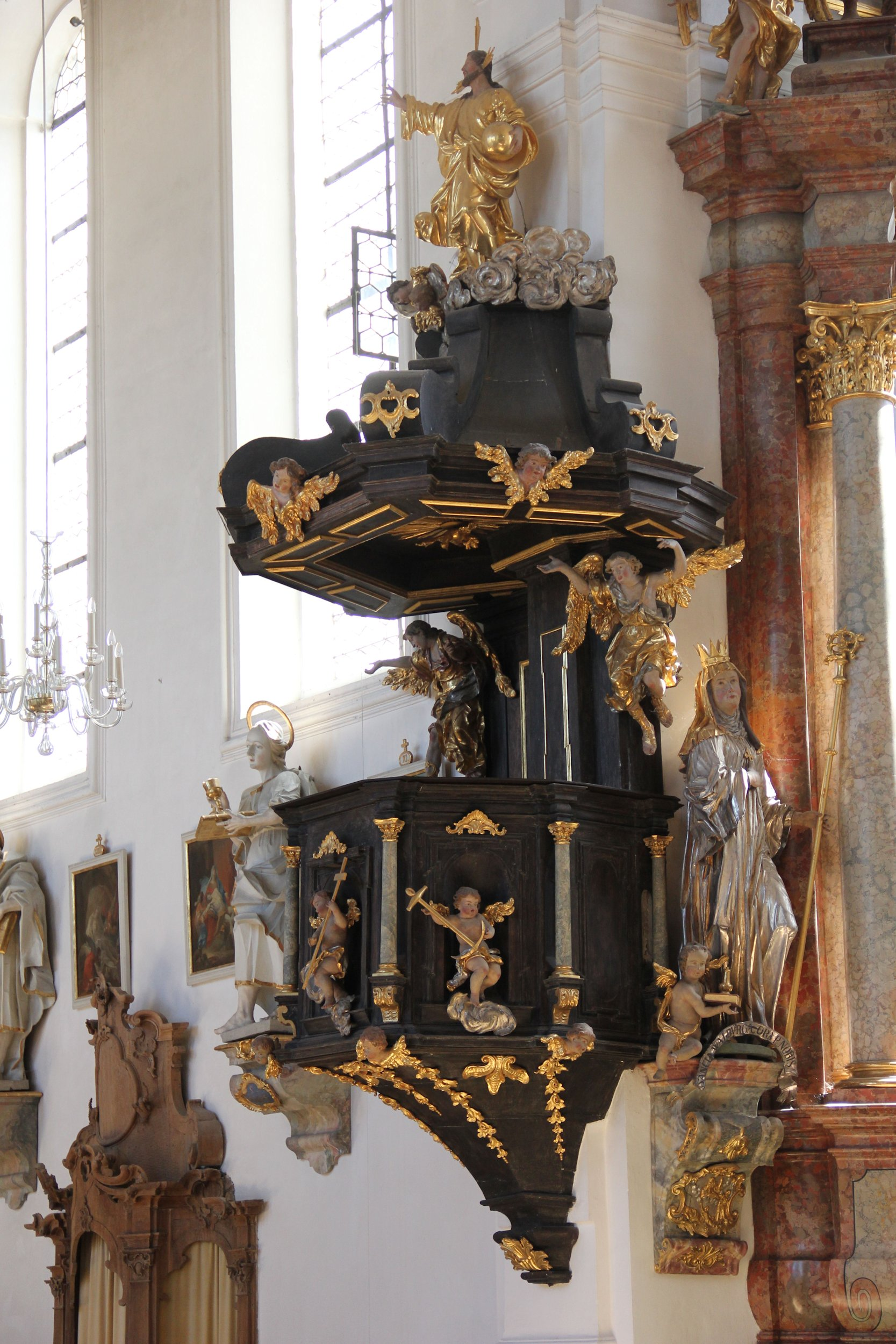
Kanzel